# Ludwig Edward Fraenkel

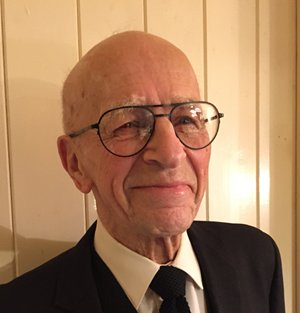
Ludwig Edward Fraenkel, 2017

Ludwig Edward Fraenkel, genannt Edward, oft L. E. Fraenkel zitiert, (* 28. Mai 1927 in Kiel; † 27. April 2019) war ein deutschstämmiger britischer Mathematiker, der sich mit Analysis befasste.
Fraenkel, der Sohn von Eduard Fraenkel, ging ab 1940 in Toronto zur Schule, studierte dort anschließend an der Universität und erlangte mit einer Schrift zur Aerodynamik On the design of nozzles for supersonic wind tunnels den Master-Grad. Von 1948 bis 1952 war er Scientific Officer beim Royal Aircraft Establishment in Großbritannien. Nach einer kurzen Tätigkeit an der University of Glasgow wechselte er 1953 an das Imperial College London, wo er bis 1964 verschiedene Funktionen hatte. Ab 1964 war an der Universität Cambridge (Queens’ College) tätig. Bis 1975 war er dort Lecturer und Fellow. Von 1975 bis 1988 war er Professor an der University of Sussex in Brighton und danach Professor an der University of Bath.
1989 erhielt er den Senior-Whitehead-Preis. Seit 1993 war er Fellow der Royal Society.

## Schriften
- An introduction to maximum principles and symmetry in elliptic problems, Cambridge University Press 2000